# Seznam převorů, proboštů a opatů premonstrátského kláštera v Nové Říši

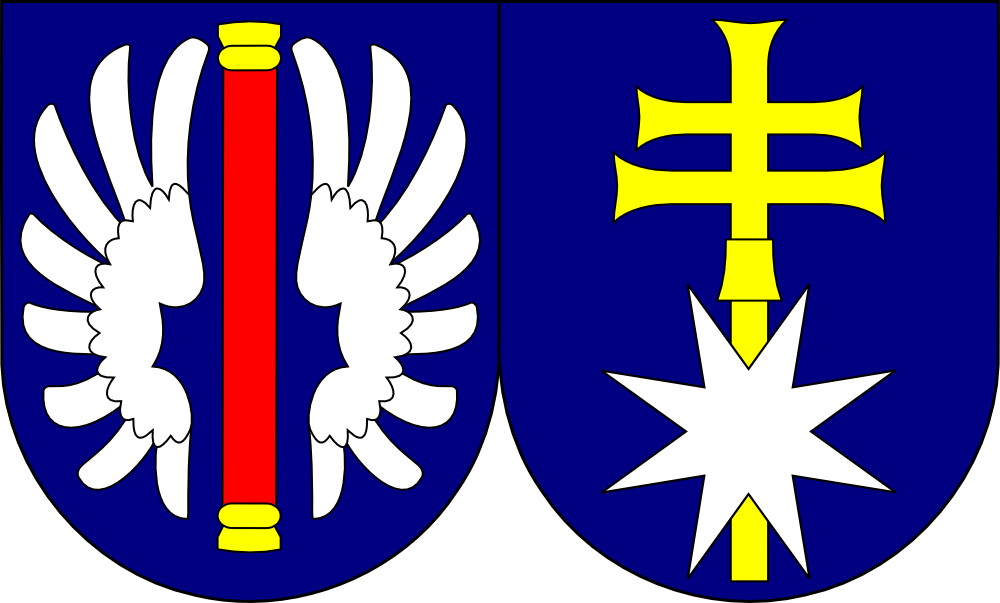
Osobní znak úřadujícího opata Mariana Rudolfa Kosíka

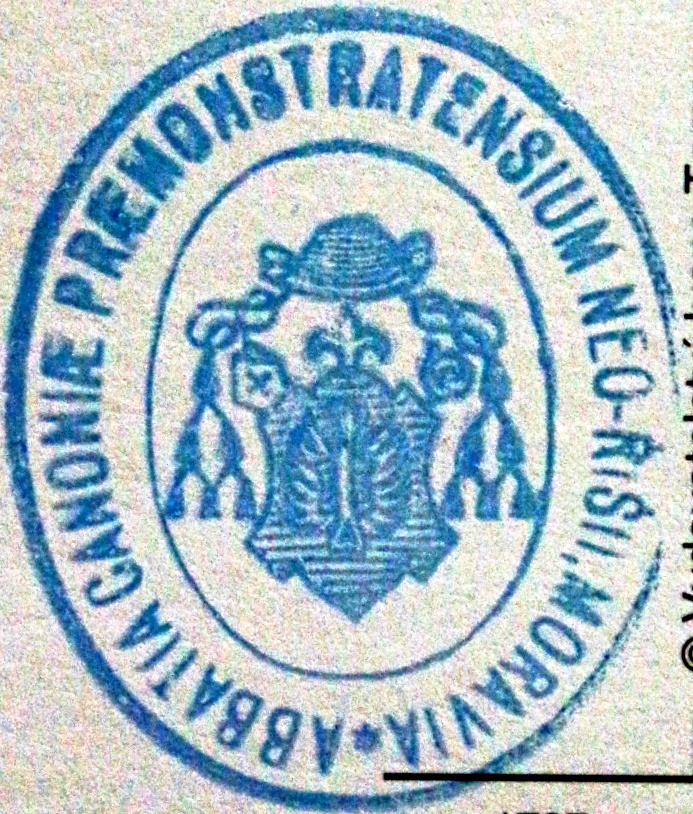
Pečeť kláštera

Toto je Seznam převorů, proboštů a opatů premonstrátského kláštera v Nové Říši.
Do roku 1597 byl novoříšský klášter ženským klášterem a měl i svou převorku. Po jeho zrušení zůstali na místě pouze probošti. Za probošta Vavřince Plocara roku 1641 přišli noví řeholníci ze zábrdovického opatství a Nová Říše se stala definitivně mužským klášterem, nejprve závislým na Zábrdovicích, 27. prosince 1733 však byl novoříšský klášter povýšen na samostatné opatství.

## Převorové (1211–1257) a probošti v době existence ženského kláštera (1211–1597)
- 1248	Herman
- 1257–1278	Gotfried
- 1278–1290	Vizymír
- 1290–1300	Otto
- 1300–1311	Marsylius
- 1311–1320	Bernard
- 1320–1330	Gerhard
- 1330–1345	Nicislav
- 1345–1348	Hermann
- 1348–1353	Hoenzlin
- 1353–1355	Jindřich
- 1355–1363	Hostislav
- 1363–1378	Jan
- 1378–1389	Martin
- 1390–1428	Předibor
- 1428–1448	Ondřej I.
- 1448–1462	Michal I.
- 1462–1492	Prokop
- 1492–1503	Bartoloměj
- 1503–1514	Kryštof Peuger z Reitzenschlagu
- 1515–1518	Jakub ze Šternberka
- 1521–1542	Zikmund
- 1542–1555	Ondřej II.
- 1555–1559	Michal II.
- 1559–1562	Cyril
- 1562–1570	Kašpar Schönauer, pak opat v Zábrdovicích
- 1570–1593	Urban
- 1595–1599	Šebestián Chotěborský

## Převorové (od r. 1654 infulovaní) po r. 1597
- 1595–1599	Šebestián Chotěborský, pak opat v Louce u Znojma
- 1599–1605	Jan Kostelecký
- 1605–1631	Adam Skotnický
- 1631–1649	Vavřinec Plocar (1641 příchod mužských řeholníků ze Zábrdovic)
- 1649–1661	Engelbert Benátko (1654 infulovaný převor)
- 1661–1686	Matouš Sebastánský
- 1687–1698	Karel Kratochvíle, pak opat v Louce u Znojma
- 1698–1708	Bernard Leupold z Löwenthalu
- 1708–1724	Petr Pavel Credis
- 1724–1755	Augustin Jan Nepomuk Výminko, od r. 1733 opat

## Opati po roce 1733
- 1724–1755	Augustin Jan Nepomuk Výminko, do r. 1733 převor
- 1756–1792	Josef Bernard Pelikán
- 1793–1819	Jan Nepomuk František Pelikán
- 1819–1820	Jan Křtitel Sobotka
- 1821–1852	Ferdinand Seka
- 1853–1860	Bedřich Franz
- 1860–1868	Arnošt Šírek
- 1869–1876	Václav Eduard Krátký
- 1876–1892	Antonín Hauber
- 1892–1909	Josef Karásek
- 1909–1912	Norbert František Drápalík
- 1913–1928	Ferdinand Hotový
- 1929–1943	Pavel Jan Souček
- 1945–1992	Augustin Antonín Machalka
- 1993–1999	Bernard František Palka (prior de regimine)
- 1999-	Marian Rudolf Kosík